# Infinit
Infinit é um serviço de Compartilhamento de arquivos desenvolvido pela Infinit.io SAS, com sede em Paris, França. O produto Infinit trabalha com um cliente nativo no OS X (10.7+) e Windows. Espera-se para lançar em 2015 os seus clientes a Linux e iOS.
O produto permite enviar arquivos através de um simples "arrastar e soltar", enquanto os dados são transmitidos diretamente entre máquinas na forma peer-to-peer, ao contrário de arquitetura com base em servidores centrais Cloud Computing. Tem sido relatado que o serviço é mais rápido do que outras soluções, incluindo protocolo de transferência Apple: AirDrop. Além disso, os arquivos não são armazenados no Cloud e são sempre previamente criptografados, ou seja, os arquivos são criptografados antes de deixar o computador do remetente e só é capaz de decifrar o receptor.

## Empresa
Infinit tem locais em 25, rua Titon, 75011, Paris, França e 1407 Broadway, Nova Iorque, Estados Unidos.
Foi relatado que a empresa recebeu cerca de US $ 0,5 milhão em investimento de capital de risco a partir de Alive Ideas e outros investidores anjo. Após 4 meses, a empresa lançou seu primeiro produto, a sua aplicação para transferir arquivos para Mac.
Infinit foi um membro da segunda ninhada de Le Camping a Incubadora de empresas com base em Paris, França, participando, assim, no seu programa de seis meses a partir de setembro de 2011 até março de 2012. Em julho de 2013 Infinit foi selecionado pelo Agoranov, uma incubadora de empresas com base em P&D em Paris.
Infinit foi mencionado em algumas competições de startups como QPrize 2012 de Qualcomm e no março de 2014 foi uma das 13 empresas selecionadas pelo TechStars, uma incubadora de empresas, para participar de seu programa em Nova Iorque. Para maio 2014 ele obteve um financiamento adicional de 1,8 milhão de Alven Capital Partners e 360 Partners.
Para novembro de 2014, mais de 400 quatrilhões de Bits foram transmitidos usando Infinit.

## Tecnologia
A empresa mantém e desenvolve a tecnologia Infinit, originalmente desenvolvido por um dos seus co-fundadores, Julien Quintard, durante sua pesquisa como estudante de doutoramento (PhD), na University of Cambridge.